# مونغات (برشلونة)
بلدية مونغات (بالكاتالانية: Montgat) هي إحدى بلديات مقاطعة برشلونة، والتي تقع في منطقة كاتالونيا، شرق إسبانيا.
يبلغ عدد سكانها 9.778 نسمة وفقاً لإحصائية سنة (2007).

## توأمة
لمونغات (برشلونة) اتفاقيات توأمة مع:
- أرجيليه-سور-مير

## أعلام
- ماريان أغيليرا
- إنغريد بونس
- سيلفيا دومينغويز